# 符騰堡的歐根 (1788年)
符騰堡的歐根（德語：Eugen von Württemberg，1788年1月8日—1857年9月16日），歐根·腓特烈公爵的長子，符騰堡國王腓特烈一世的姪子。

## 家庭
1817年，歐根與瓦爾德克和皮爾蒙特的瑪蒂爾德結婚，兩人共有1子1女：
1. 瑪麗（1818年—1888年）
2. 歐根·威廉（1820年—1875年）

瑪蒂爾德於1825年去世。1827年，歐根與霍恩洛厄-朗根堡的海倫結婚，兩人共有2子1女：
1. 威廉（1828年—1896年）
2. 尼庫勞斯（1833年—1903年）
3. 阿格尼絲（1835年—1886年）